# Großstadt

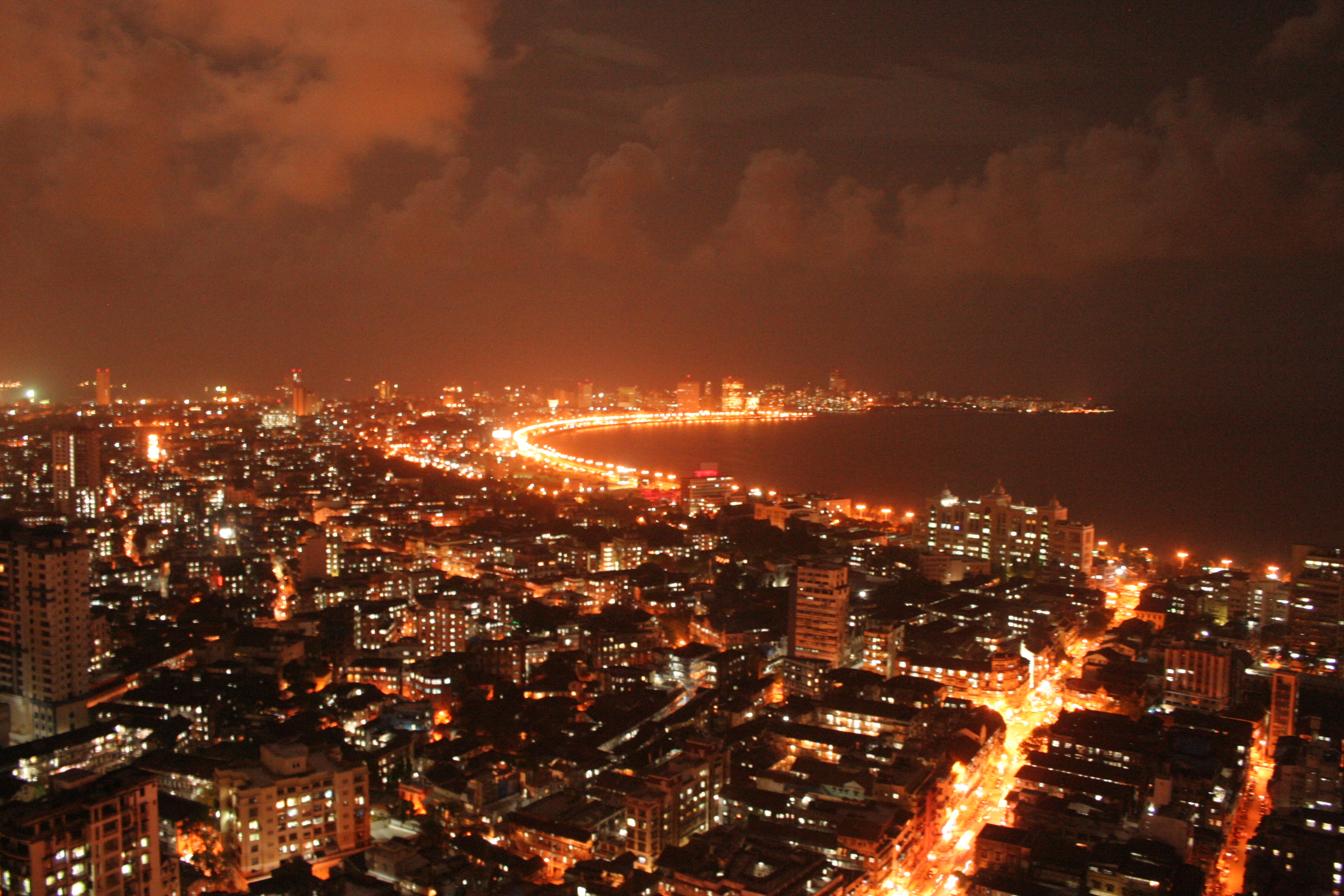
Mumbai, eine der weltweit rund 4000 Großstädte; sie gilt mit etwa 15 Millionen Einwohnern (2018) auch als „Megastadt“

Großstädte sind nach einer Begriffsbestimmung der Internationalen Statistikkonferenz von 1887 alle Städte mit mindestens 100.000 Einwohnern. Im Jahr 2008 gab es nach dieser Definition weltweit etwa 4.000 Großstädte.
Die weiteren damals getroffenen Definitionen sind die Landstadt mit weniger als 5.000 Einwohnern, die Kleinstadt mit unter 20.000 Einwohnern sowie die Mittelstadt mit unter 100.000 Einwohnern.
Inzwischen werden Großstädte mit mehr als 1.000.000 Einwohnern auch als Millionenstadt oder Metropole und noch größere Agglomerationen manchmal als Megastadt bezeichnet. Im deutschen Sprachraum gibt es mit Berlin, Wien, Hamburg, München und Köln fünf Millionenstädte.

## Deutschland

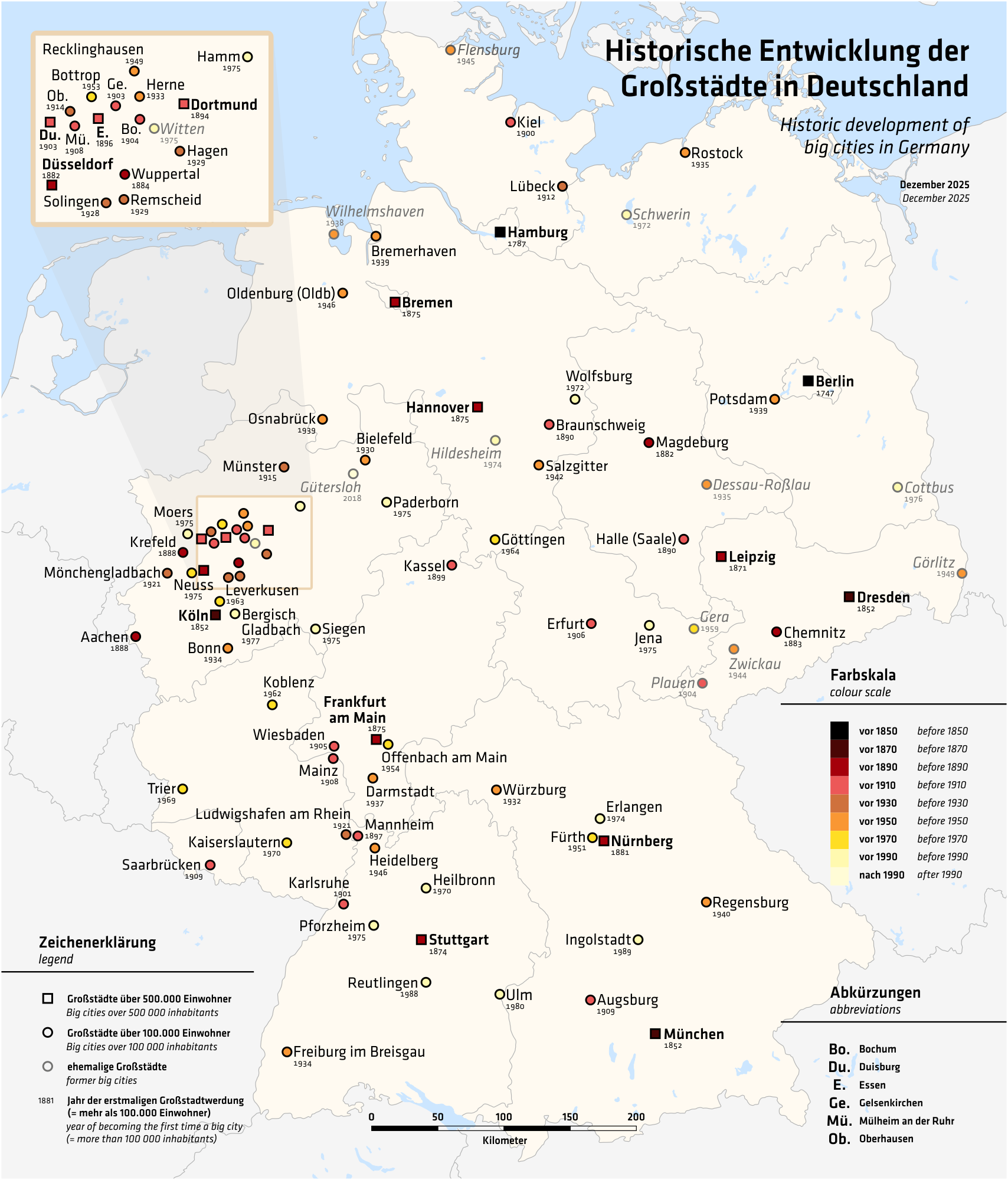
Großstädte in Deutschland (Stand: Dezember 2021)

Aktuell (Stand 31. Dezember 2023) gibt es 79 Großstädte in Deutschland, von denen allein 29 (entspricht 37 %) in Nordrhein-Westfalen liegen. Vier sind Millionenstädte, weitere elf haben mehr als eine halbe Million Einwohner. Weitere zwölf Städte in Deutschland (in den heutigen Grenzen) hatten mindestens einmal im 20. oder 21. Jahrhundert mehr als 100.000 Einwohner, sodass es insgesamt 91 Städte gibt, die einmal Großstadt waren bzw. sind.
In Deutschland wird eine Großstadt nach dem Bundesamt für Bauwesen und Raumordnung weiter unterteilt in eine „Kleinere Großstadt“ mit 100.000 bis unter 500.000 Einwohnern und eine „Große Großstadt“ mit mehr als 500.000 Einwohnern.
Zum Stand 31. Dezember 2023 hatten die 79 deutschen Großstädte insgesamt 26.412.481 Einwohner, was einem Anteil von 31,9 % an der deutschen Gesamtbevölkerung (82.728.306 Einwohner) entspricht. Bei der überwiegenden Zahl der Großstädte handelt es sich um kreisfreie Städte bzw. Stadtkreise. Kreisangehörige Großstädte sind Göttingen (Niedersachsen), Reutlingen (Baden-Württemberg), Bergisch Gladbach, Moers, Neuss, Paderborn, Recklinghausen und Siegen (alle Nordrhein-Westfalen). Bis auf Moers (Kreis Wesel mit Sitz in Wesel) sind diese Städte Sitz der jeweiligen Kreisverwaltung. Hannover (Niedersachsen), Aachen (Nordrhein-Westfalen) und Saarbrücken (Saarland) sind in einem Kommunalverband besonderer Art eingebunden.
Berlin hatte Ende 1942 rund 4,5 Millionen Einwohner, Mitte 1945 kriegsbedingt nur noch 2,8 Millionen, das entspricht einem Rückgang von 1,7 Millionen oder 38 % innerhalb von drei Jahren. Ende 2008 hatte Berlin etwa 3,4 Millionen Einwohner. Das entspricht gegenüber dem Höchststand von 1942 einem Rückgang von 1,1 Millionen oder 24 %. 2022 liegt Berlin weltweit auf Rang 91, ist aber in der Europäischen Union die größte, in Europa fünftgrößte Stadt nach Einwohnerzahl. Leipzig, Dresden, Nürnberg und Duisburg sind die Städte, deren Einwohnerzahl in der Nachkriegszeit in Deutschland mehrmals die Halbmillionengrenze über- oder unterschritten hat.

## Österreich

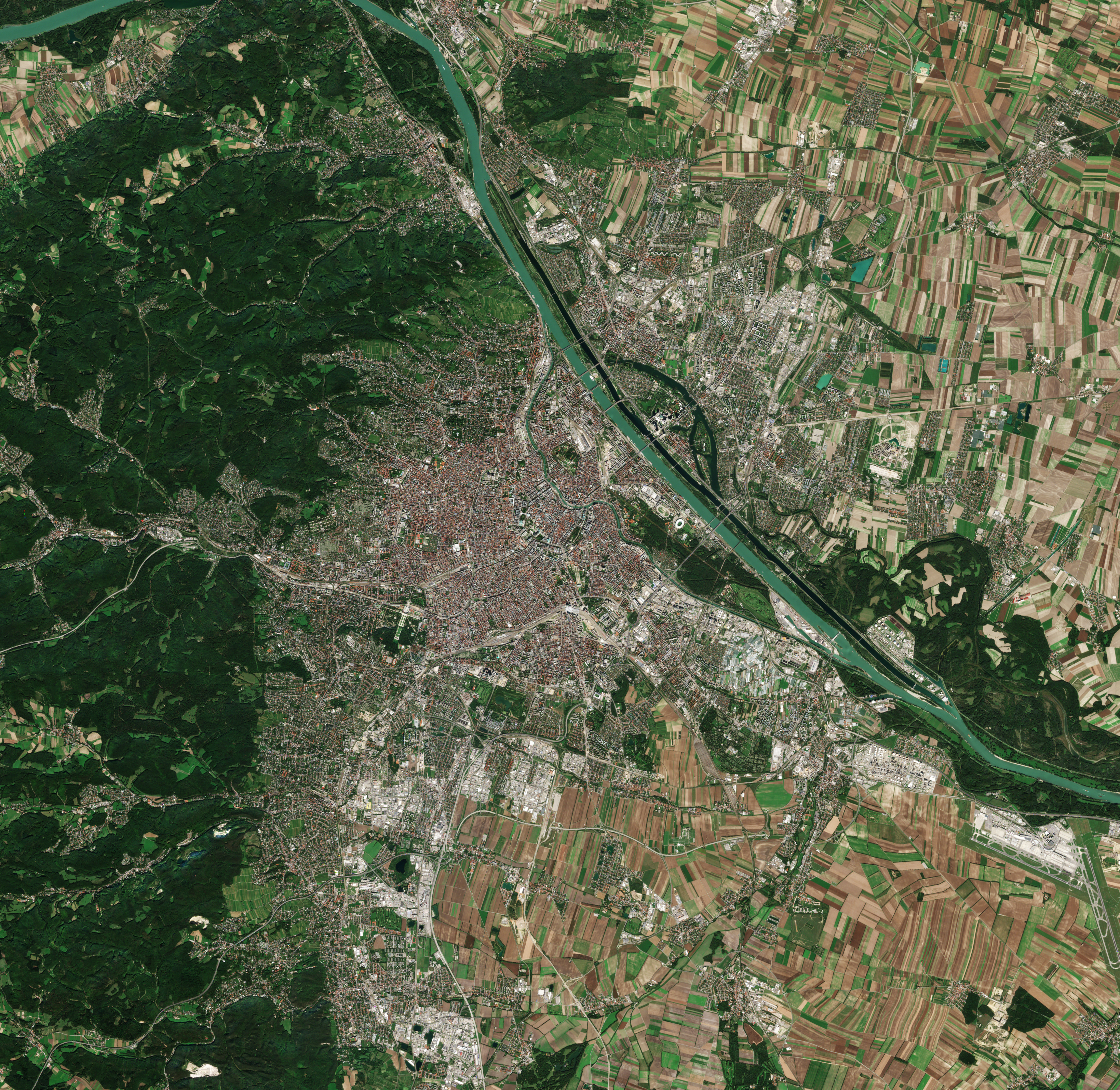
Wien im Jahr 2018

2019 sind laut Statistik Austria Wien (1.897.491 Einwohner), Graz (288.806 Einwohner), Linz (205.726 Einwohner), Salzburg (154.211 Einwohner), Innsbruck (132.110 Einwohner) und Klagenfurt am Wörthersee (105.156 Einwohner) Großstädte in Österreich. In diesen sechs Großstädten lebten zusammen 2.779.161 Menschen (31,4 % der österreichischen Gesamtbevölkerung mit 8.858.775 Einwohnern).

## Schweiz

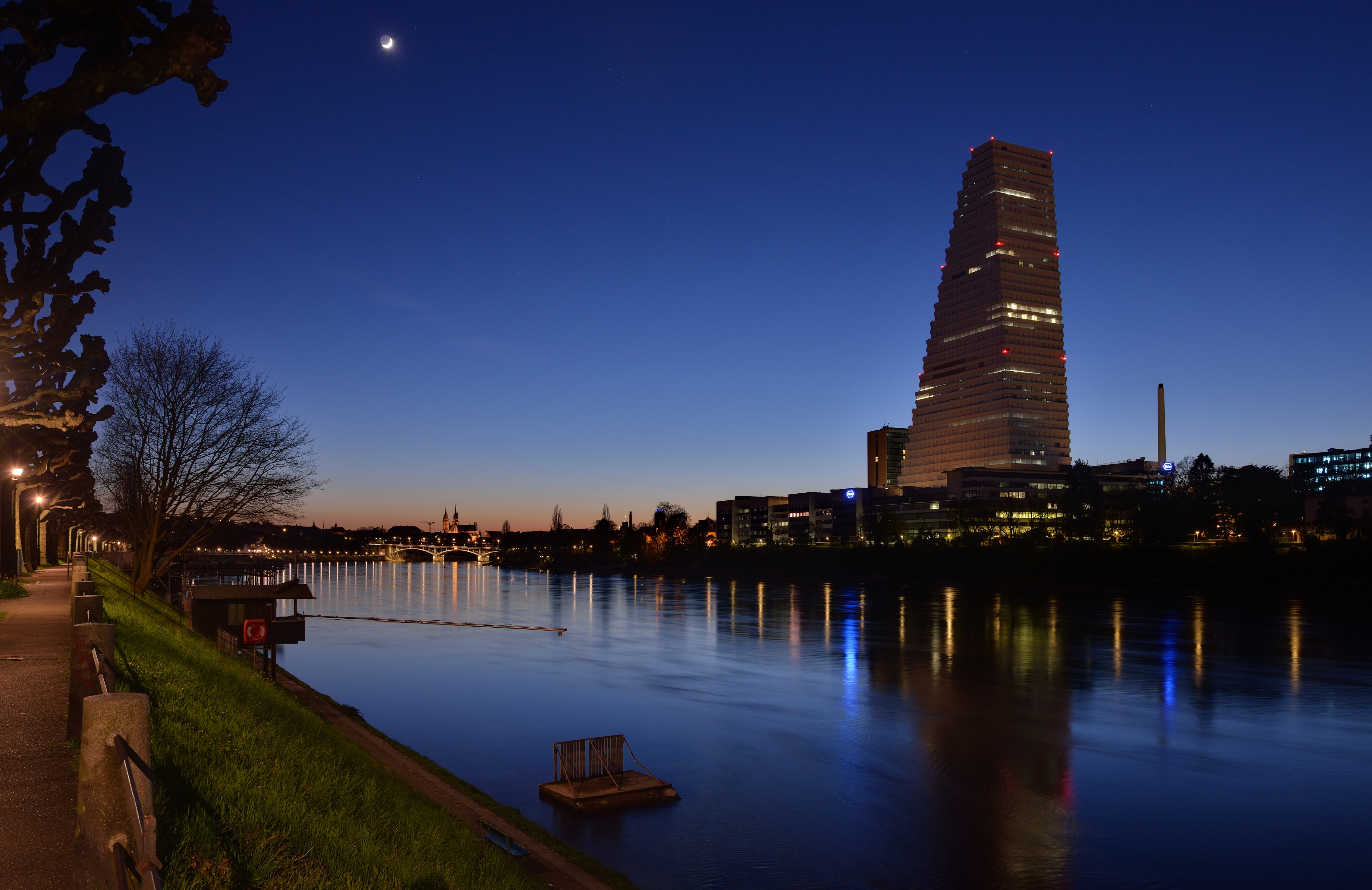
Basel, mit Rhein und Roche-Turm (Bau 1), im Hintergrund das Basler Münster (2016)

In der Schweiz gelten Zürich (427.721 Einwohner), Genf (203.840 Einwohner), Basel (173.552 Einwohner), Lausanne (141.418 Einwohner), Bern (134.506 Einwohner) und Winterthur (116.906 Einwohner) als Großstädte (Stand 31. Dezember 2022). Von den etwa 8,8 Millionen Einwohnern der Schweiz leben ca. 13,6 % in Städten mit mehr als 100.000 Einwohnern. Dieser Prozentsatz bezieht sich allerdings nur auf die Kernstädte, nicht auf die entsprechenden Agglomerationen.

## Frankreich

Blick auf Paris vom Montparnasse-Turm aus

Die größte Agglomeration (Unité urbaine) in Frankreich ist Paris mit 10,9 Millionen Einwohnern. Dahinter folgen Lyon mit 1,7 Mio. und Marseille–Aix-en-Provence mit rund 1,6 Mio. Einwohnern.